# Rosenvinge

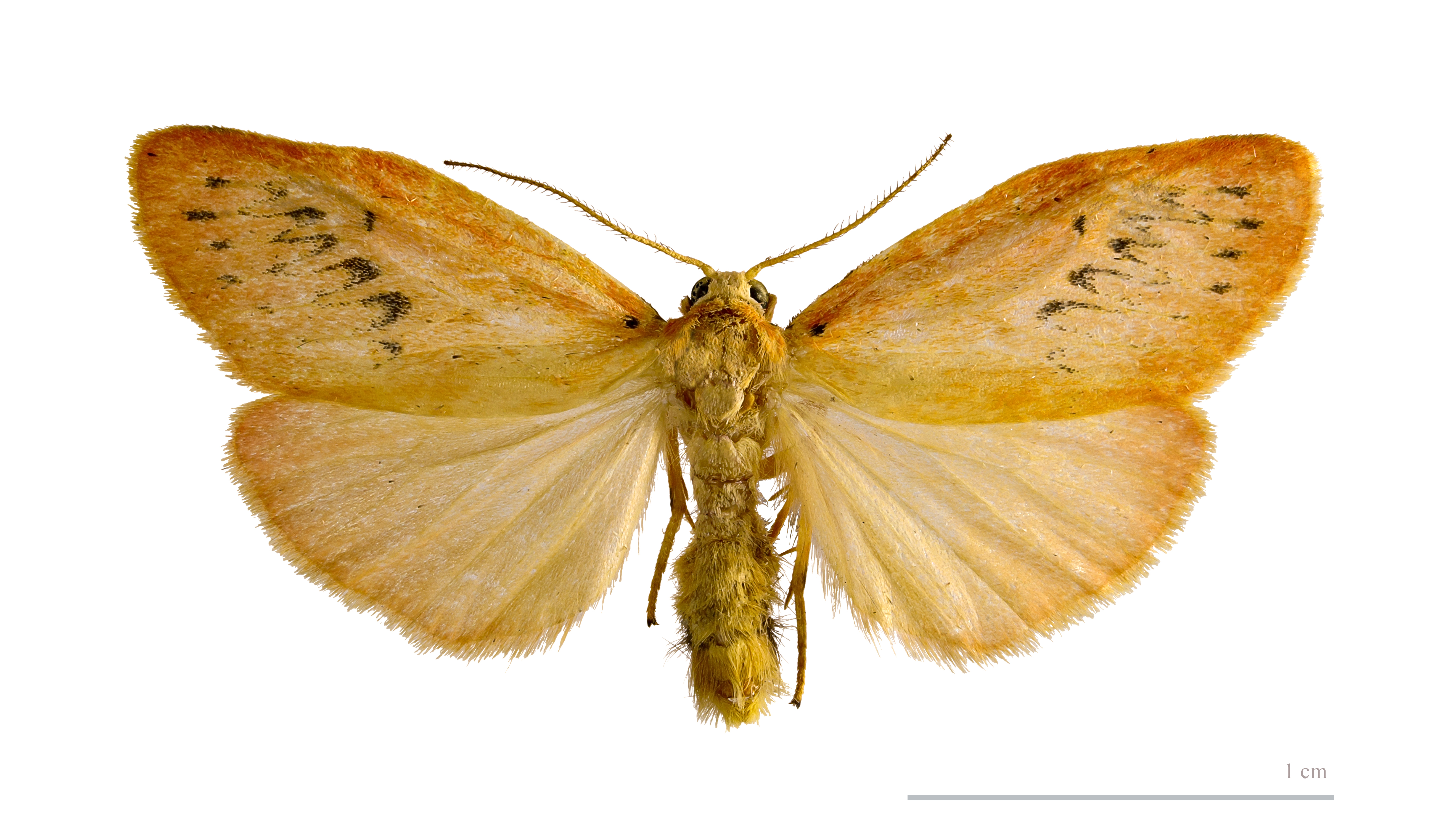
Miltochrista miniata

Rosenvinge (Miltochrista miniata) är en fjäril som tillhör familjen björnspinnare. Fjärilens vingbredd är 25-27 millimeter, framvingarna är gulröda till rosenfärgade med en rad svarta små fläckar och ett svart sicksackband på vingens yttre del. Bakvingarna är enfärgade och saknar svarta markeringar. Som larv lever den på lavar. Larven har en tät gråbrun behåring.

## Utbredning
I Sverige är rosenvingen sällsynt, spridda fynd av arten har gjorts från Skåne till Värmland.

## Levnadssätt
Rosenvingens habitat är lövskogar. Flygtiden är juli till augusti, övervintringen sker som larv. Förpuppningen sker på marken i en skyddande kokong.